# 小行星7509
小行星7509（7509 Gamzatov）是一颗绕太阳运转的小行星，为主小行星带小行星。该小行星于1977年3月9日发现。

## 轨道参数
小行星7509的轨道半长轴为2.2183685 UA，离心率为0.148。